# Barbara Morgan (astronaute)
Pour les articles homonymes, voir Barbara Morgan et Morgan.
Barbara Radding Morgan, née le 28 novembre 1951, est une astronaute américaine. Elle fut sélectionnée comme professeur dans l'espace en 1984, en tant que doublure de Christa McAuliffe, qui périt lors de l'accident de la navette spatiale Challenger.

## Biographie
Morgan commença sa carrière en tant qu'enseignante en 1974 à Arlee, dans le Montana, puis exerça dans l'Idaho et à Quito (Équateur).
En juillet 1985, elle fut sélectionnée par la NASA en tant que doublure dans le cadre du programme Teacher in Space Project. Elle s'entraîna avec Christa McAuliffe et les autres membres de l'équipage de Challenger de septembre 1985 à janvier 1986 au centre spatial Johnson, à Houston. Elle reprit sa carrière d'enseignante dans l'Idaho après l'accident de Challenger, tout en continuant son travail auprès de la division éducation de la NASA.
Elle fut sélectionnée à nouveau en janvier 1998 en tant que spécialiste de mission. Après deux ans de formation au centre Johnson, elle fut affectée au bureau des astronautes du service des opérations de la Station spatiale internationale (ISS).

## Vol réalisé
Morgan a fait partie de l'équipage de la mission STS-118, destinée à poursuivre l'assemblage de l'ISS. Elle a donné des cours depuis l'espace, dont certains étaient planifiés pour 1986[pas clair].
Cette mission s'est déroulée comme prévu, la navette Endeavour ayant simplement dû se poser le 21 août 2007, un jour plus tôt que prévu en raison de l'activité de l'ouragan Dean.